# Vöröshátú halción
A vöröshátú halción (Todiramphus pyrrhopygius) a madarak osztályának szalakótaalakúak (Coraciiformes) rendjébe, ezen belül a jégmadárfélék (Alcedinidae) családjába tartozó faj.
Magyar neve forrással nincs megerősítve.

## Rendszerezése
A fajt John Gould angol ornitológus írta le 1841-ben, a Halcyon nembe Halcyon pirrhopygia néven.

## Előfordulása
Ausztrália területén honos. Természetes élőhelyei a szubtrópusi és trópusi síkvidéki esőerdők, mocsári erdők és lombhullató erdők, valamint füves puszták, szavannák és cserjések, folyók és patakok környékén. Állandó, nem vonuló faj.

## Megjelenése
Testhossza 22 centiméter, a hím testtömege 45–70 gramm, a tojóé 41–62 gramm.
|  |

## Életmódja
Rovarokkal táplálkozik.

## Természetvédelmi helyzete
Az elterjedési területe rendkívül nagy, egyedszáma pedig növekszik. A Természetvédelmi Világszövetség Vörös listáján nem fenyegetett fajként szerepel.